# Vertigo Entertainment
Vertigo Entertainment é uma produtora americana de cinema e televisão baseada em Los Angeles, fundada em 2001 por Roy Lee e Doug Davison.

## História
Em 2001, depois de sair do BenderSpink, Roy Lee começou a Vertigo Entertainment com o parceiro Doug Davison. Vertigo fez um primeiro lance com Warner Bros. para produzir filmes.
Em março de 2013, a Vertigo assinou um contrato de primeiro ano com a Fox 21 para desenvolver os projetos de televisão a cabo.

## Filmografia
- Dark Water (2005)
- The Lake House (2006)
- The Departed (2006)
- The Invasion (2007)
- The Eye (2008)
- Shutter (2008)
- The Strangers (2008)
- My Sassy Girl (2008)
- Quarantine (2008)
- The Uninvited (2009)
- Assassination of a High School President (2009)
- The Echo (2009)
- Possession (2010)
- The Roommate (2011)
- Quarantine 2: Terminal (2011)
- Abduction (2011)
- Oldboy (2013)
- The Lego Movie (2014)
- The Voices (2015)
- Run All Night (2015)
- Poltergeist (2015)
- Hidden (2015)
- The Boy (2016)
- Flight 7500 (2016)
- Blair Witch (2016)
- Sleepless (2017)
- Rings (2017)
- The Lego Batman Movie (2017)
- Death Note (2017)
- It (2017)
- The Lego Ninjago Movie (2017)
- Polaroid (2018)
- The Lego Movie 2: The Second Part (2019)
- The Turning (2019)
- It: Chapter Two (2019)
- Nimona (2023)
- Acompanhante Perfeita (2025)
- Um Filme Minecraft (2025)